# Rob Jahrling
Robert "Rob" Jahrling (født 14. februar 1974) er en australsk tidligere roer, søn af de tyske olympiske guldvindere i roning, Harald Jährling og Marina Wilke Jährling.
Jahrling havde været med til VM i roning i 1993, 1994 og 1995 i forskellige bådtyper, hvor hans båd i alle tilfælde nåede A-finalen. Han var med i den australske otter, der deltog i OL 1996 i Atlanta og blev nummer seks.
Efter en afstikker til toer uden styrmand i 1997 var han igen med i otteren ved VM 1999, hvor australierne vandt B-finalen. Ved OL 2000 i Sydney gik det bedre, idet den australske otter vandt sit indledende heat i hurtigste tid og gik dermed direkte i finalen. Her var den britiske båd for hurtig og vandt guld, men australierne var under et sekund efter på sølvpladsen, mens Kroatien tog bronzemedaljerne. Besætningen i den australske båd bestod foruden Jahrling af Christian Ryan, Alastair Gordon, Nick Porzig, Mike McKay, Stuart Welch, Daniel Burke, Jaime Fernandez og styrmand Brett Hayman.
Ved VM 2002 var han med til at vinde bronze i toer med styrmand, og han sluttede sin karriere i firer uden styrmand ved OL 2004 i Athen, hvor hans båd blev nummer fire.

## OL-medaljer
- 2000:  Sølv i otter